# Cavendishia calycina
Cavendishia calycina är en ljungväxtart som beskrevs av A. C. Smith. Cavendishia calycina ingår i släktet Cavendishia och familjen ljungväxter. Inga underarter finns listade i Catalogue of Life.